# Crisilla angustostriata
Crisilla angustostriata is een slakkensoort uit de familie van de Rissoidae. De wetenschappelijke naam van de soort is voor het eerst geldig gepubliceerd in 2005 door van der Linden.